# David Salom Fuentes
David Salom Fuentes   (Palma, 16 d'octubre de 1984) és un pilot de motociclisme mallorquí especialitzat en competicions de Supersport, havent estat Campió d'Espanya de velocitat en aquesta categoria -així com de resistència- el 2006.
A 1 de gener de 2011

## Trajectòria internacional
Debutà al Campionat del Món de Supersport l'any 2007, contractat per l'equip de Yamaha Espanya, per al qual pilotà una Yamaha YZF-R6, tenint-hi per company David Forner. El seu millor resultat fou un cinquè lloc a Assen, acabant la temporada en vint-i-unena posició final, amb 34 punts.
El 2008 romangué al mateix equip, aquesta amb Josep Pedró de company, essent el seu millor resultat un vuitè lloc a Qatar, acabant la temporada en vint-i-novena posició final, amb 9 punts.
El 2009 passà a competir al Mundial de Superbikes, pilotant la Kawasaki ZX-10R de l'equip Pedercini, amb Luca Scasso de company. El seu millor resultat fou un tretzè a la primera cursa a Portimão, acabant la temporada al lloc 36, amb 5 punts.
El 2010 tornà al Campionat de Supersport, pilotant la Triumph Daytona 675 de l'equip ParkinGO BE1, amb Jason Di Salvo de company. El millor resultat obtingut foren dos quarts llocs (a Phillip Island i a Xest), finalitzant la temporada en sisè lloc final, amb 99 punts.
De cara al 2011 ha canviat a l'equip Motocard.com, per al qual pilotarà la Kawasaki ZX-6R, amb Broc Parkes de company. De moment, ha obtingut una pole position a Phillip Island.